# 日本列島ここが真ん中
『MROラジオストーリー 日本列島ここが真ん中』（エムアールオーラジオストーリー にほんれっとうここがまんなか）は、1974年7月1日から1998年10月2日まで北陸放送ラジオ（MRO）で放送されていた午後の情報・バラエティ番組（ローカルワイド番組）。「日本列島」と略されることが多かった。

## 概要
- 放送時間は月曜日から金曜日の14時から16時45分まで（最末期の放送時間）。1974年7月にスタートし、1998年10月に終了するまで約24年間続いたMROラジオの看板番組だった。日替わりで1つのテーマに沿って金沢市近郊を中心にラジオカーを走らせ各地から生中継を行い、時には電話・FAXで寄せられたリスナーからの情報に基づいてその場所に駆けつける機動性が人気を博した。
- 放送開始からは土曜日にも放送があったが、12年後の1986年に廃止。放送時間は終了時間が変動されながら推移し、16時45分終了が定着した。

## 担当パーソナリティ
- この番組では決められたパーソナリティが居らず、毎日MROのアナウンサーが交替でパーソナリティを務めていた。
- 基本的にはスタジオ担当のアナウンサーと、ピアニストの青山保（当時金城短期大学幼児教育学部教授。ジングルやちょっとした時間調整や「(リスナーの)誕生日おめでとう」のコーナーなどにピアノを生演奏しつつサブパーソナリティを務めた）、ラジオカーからのレポート担当のアナウンサーが出演、時折「応援団」と称したゲストが一緒にラジオカーに乗り込んで、四季折々の石川を味わうこともあった。

担当経験のあるMROアナウンサー（当時）
- 辰巳平一
- 上坂典子
- 財目かおり
- 西川章久
- 笹原忠義
- 寺本良之
- 楠和夫
- 大多健一
- 足立久美子

ほか多数

## 応援団
- MROのタイムテーブルには永六輔やアントニオ古賀等、錚々たる面々が記載されていたが、1990年代には地方キャンペーン中の演歌歌手が中心となった。放送時間終了後、次の営業先へ列車で移動する歌手をそのままラジオカーで金沢駅へ送り届けたことも少なくない[2]。
- 石川県内で有名人が来て放送番組の収録・取材をするというと「日本列島」の「応援団」がまず連想されるまでに知名度を得たため、朝日放送のテレビ番組『探偵!ナイトスクープ』のロケが能登半島で行われた際に、間寛平がインタビューした地元の老女に「何の番組?日本列島?」などと聞かれ、スタッフ一同老女の発言を理解できないままこのシーンは「わけのわからない事をいう老人」と扱われてオンエアされている。寛平らが乗り付けた番組制作会社JAWSの取材車が、当時MROのラジオ中継車に使われていたものと同じトヨタのハイエース、老女に車種名は特定できなかったとしても同じくらいのワンボックスカーであったことも誤解に拍車をかけた[3]。
- 松任谷由実は、当時「荒井由実」名義の時代に応援団として出演の経験があり、2003年から2010年までに放送された『石川名物!GOGOは本多町3丁目』にゲスト出演した際に、当時ラジオカーで訪問した場所を再び訪問した。また、2010年12月18日の『今・おも・ラジオ〜石川のラジオは今も面白い〜』（北陸放送・NHK金沢放送局・エフエム石川3局共同制作生放送）、2022年5月10日の北陸放送ラジオ開局70周年記念特番では松任谷出演時の様子が音源として放送された。
- THE ALFEEは1970年代の無名時代に数多く応援団として出演しており、そのロケでの思い出をコンサートのトークタイムや自身のラジオ番組で頻繁に語っている。
- 1979年7月31日に、父親の出身地が能登島であった縁から向田邦子が出演したが、その際にレギュラー出演者の青山保の遠縁であることが判明するというハプニングもあった。

応援団として出演した主な芸能人
- 永六輔
- アントニオ古賀
- 秋山ちえ子（第1回に電話インタビューで出演）
- 黒柳徹子
- 宮城まり子
- 中村メイコ
- 神津善行
- 神津カンナ
- 湯原昌幸
- 北原ミレイ
- 大山のぶ代
- 淡谷のり子
- 向田邦子
- おすぎ
- ピーコ

ほか多数

## 放送時間
放送開始時
- 月曜日～土曜日 14:00-17:15
  - 土曜日の放送は1986年10月4日で終了した。

放送終了時点
- 月曜日～金曜日 14:00-16:45

## ラジオカー

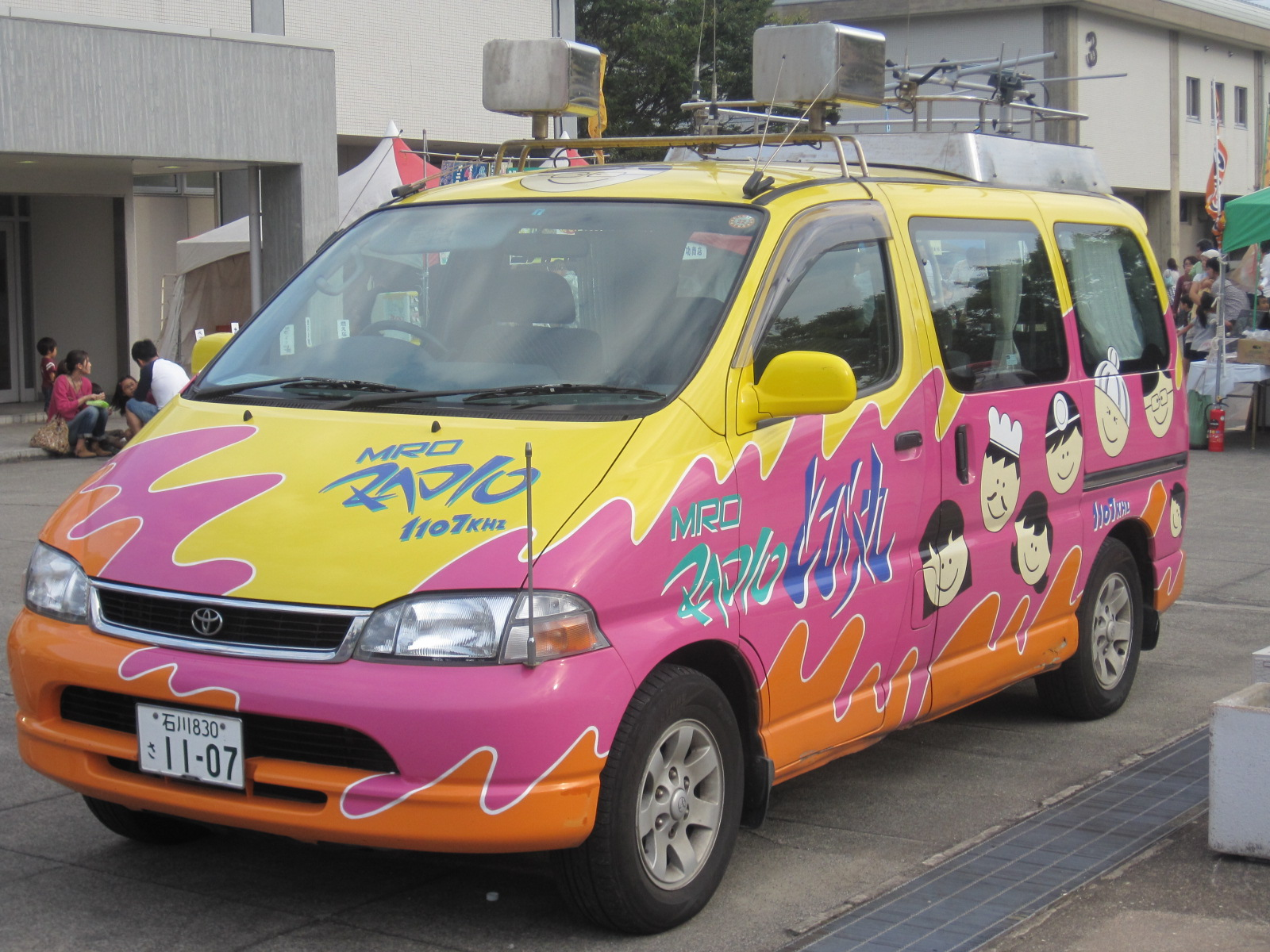
番組末期に使用されたラジオカー「とび丸」（トヨタ・グランビア）

当時のMROはこの番組をはじめラジオ中継に力を入れており、地方都市のラジオ局としては珍しく、3台のラジオ中継車を保有していた。
- トヨタ・ハイエース （3代目）
  - メインで使用された中継車。側面後部に「日本列島」のロゴが入っていた。
  - トヨタ・グランビア
    - 1997年、ハイエースから更新された。公募により愛称「とび丸」と命名され、番組終了後も2012年にトヨタ・タウンエースのラジオカーに更新されるまで使用された。
- 日産・キャラバン (もしくはホーミー。3代目）
  - 「らじ丸」の愛称を持つ。他の2台と異なり市販車そのままの塗色で、8ナンバーではなく3ナンバーだった。車種を示すエンブレムやステッカーが外されていたため、キャラバンかホーミーかの特定ができない。
- 三菱・デリカ
  - 稼働率は一番低かったものの災害時の取材などを考慮して導入されていた4WD車のため、冬の白山麓地域など積雪・山間地からの放送で使用された。

## 備考
- 放送ライブラリーで、1976年12月5日放送分（サブタイトル『行きたくないヨォー』）と1990年9月5日放送分（サブタイトル『石けん物語』）が同ライブラリーの利用者向けに公開されている。
- ラジオかなざわで開局から十数年平日昼間に放送されていたワイド番組『金沢もしもし探検隊!』の開局当初のコンセプトは、一つのテーマで聴取者から電話やFAXを募り、内容によってはスタッフが車で赴き現地から携帯電話で中継をする、という『日本列島』を想起させるものだった。

## 北陸放送の午後のワイド番組の変遷
- Oh!新世界（後番組、1998年-?）
- ばらラジ（?-2003年）
- 石川名物!GOGOは本多町3丁目
- げつきんワイド!おいね★どいね